# Herpothallon
Herpothallon is een geslacht van schimmels behorend tot de familie Arthoniaceae. De typesoort is Herpothallon sanguineum.

## Soorten
Volgens Index Fungorum bevat het geslacht 44 soorten (peildatum december 2023):
| Soortnaam                        | Auteur(s)                                | Publicatiejaar |
| -------------------------------- | ---------------------------------------- | -------------- |
| Herpothallon adnatum             | G. Thor                                  | 2009           |
| Herpothallon alae                | Sipman                                   | 2018           |
| Herpothallon aurantiacoflavum    | (B. de Lesd.) Aptroot, Lücking & G. Thor | 2009           |
| Herpothallon australasicum       | (Elix) Elix & G. Thor                    | 2009           |
| Herpothallon biacidum            | Frisch, Elix & G. Thor                   | 2010           |
| Herpothallon brialmonticum       | Aptroot & Elix                           | 2009           |
| Herpothallon cinereum            | G. Thor                                  | 2009           |
| Herpothallon confluenticum       | Aptroot & Lücking                        | 2009           |
| Herpothallon confusum            | G. Thor                                  | 2009           |
| Herpothallon corallinum          | G. Thor                                  | 2009           |
| Herpothallon coralloides         | Jagad. Ram                               | 2014           |
| Herpothallon echinatum           | Aptroot, Lücking & Will-Wolf             | 2009           |
| Herpothallon elegans             | G. Thor                                  | 2009           |
| Herpothallon fertile             | Aptroot & Lücking                        | 2009           |
| Herpothallon flavominutum        | Jagad. Ram, G.P. Sinha & Elix            | 2009           |
| Herpothallon furfuraceum         | G. Thor                                  | 2009           |
| Herpothallon globosum            | G. Thor                                  | 2009           |
| Herpothallon globuliferum        | Jagad. Ram                               | 2014           |
| Herpothallon granulare           | (Sipman) Aptroot & Lücking               | 2009           |
| Herpothallon granulosum          | Jagad. Ram & G.P. Sinha                  | 2009           |
| Herpothallon himalayanum         | Jagad. Ram & G.P. Sinha                  | 2009           |
| Herpothallon hypoprotocetraricum | G. Thor                                  | 2009           |
| Herpothallon hyposticticum       | Bungartz & Elix                          | 2013           |
| Herpothallon inopinatum          | Frisch & G. Thor                         | 2014           |
| Herpothallon isidiatum           | Jagad. Ram & G.P. Sinha                  | 2009           |
| Herpothallon japonicum           | (Zahlbr.) G. Thor                        | 2009           |
| Herpothallon kigeziense          | Frisch & G. Thor                         | 2013           |
| Herpothallon lutescens           | Jagad. Ram                               | 2014           |
| Herpothallon minimum             | Aptroot & Lücking                        | 2009           |
| Herpothallon minutum             | Jagad. Ram                               | 2014           |
| Herpothallon nigroisidiatum      | G. Thor                                  | 2009           |
| Herpothallon pallescens          | Jagad. Ram                               | 2014           |
| Herpothallon philippinum         | (Vain.) Aptroot & Lücking                | 2009           |
| Herpothallon purpureum           | Aptroot & M.F. Souza                     | 2021           |
| Herpothallon pustulatum          | G. Thor                                  | 2009           |
| Herpothallon queenslandicum      | (Elix) Elix                              | 2009           |
| Herpothallon roseocinctum        | (Fr.) Aptroot, Lücking & G. Thor         | 2009           |
| Herpothallon rubrocinctoides     | (G. Thor) Aptroot, Lücking & G. Thor     | 2009           |
| Herpothallon rubrocinctum        | (Ehrenb.) Aptroot, Lücking & G. Thor     | 2009           |
| Herpothallon rubroechinatum      | Frisch & G. Thor                         | 2010           |
| Herpothallon rubromaculatum      | G. Thor                                  | 2009           |
| Herpothallon saxorum             | Bungartz & Elix                          | 2013           |
| Herpothallon tricolor            | Aptroot & M. Cáceres                     | 2017           |
| Herpothallon weii                | Y.L. Cheng & H.Y. Wang                   | 2012           |